# Linh dương Klipspringer
Linh dương Klipspringer (Oreotragus oreotragus) là một loài linh dương nhỏ được tìm thấy ở miền đông và miền nam Châu Phi. Loài này được nhà động vật học người Đức Zimmermann mô tả lần đầu tiên vào năm 1783. Linh dương Klipspringer cao từ 43–65 cm tính từ vai trở xuống và nặng khoảng 8–18 kg. Bộ lông của nó có màu vàng xám đến nâu đỏ, hoạt động như một lớp ngụy trang hiệu quả trong môi trường sống nhiều đá của nó. Không giống như hầu hết các loài linh dương khác, linh dương Klipspringer có bộ lông dày và thô với những sợi lông rỗng và giòn. Sừng ngắn và nhọn, thường dài 7,5–9 cm.